# Estadi Olímpic de Nagano
L'Estadi Olímpic de Nagano (en japonès: 長野オリンピックスタジアム; transliteració: Nagano Orinpikku Sutajiamu) és un complex esportiu situat a la ciutat de Nagano (Japó) destinat a la pràctica del beisbol.
Construït l'any 2000 i amb una capacitat de 35.000 espectadors, és seu permanent dels Shinano Grandserows, un club de beisbol de la ciutat de Nagano. En el transcurs dels Jocs Olímpics d'Hivern de 1998 realitzats a la ciutat fou l'escenari de les cerimònies d'obertura i clausura dels Jocs.